# Robiquetia discolor
Robiquetia discolor là một loài thực vật có hoa trong họ Lan. Loài này được (Rchb.f.) Seidenf. & Garay miêu tả khoa học đầu tiên năm 1972.